# Красуцкий, Анатолий Викторович
Анатолий Викторович Красуцкий (бел. Анатоль Віктаравіч Красуцкі; род. 24 октября 1947, Минск, Белорусская ССР, СССР) — советский и белорусский политический деятель, юрист, экономист, политолог. Заслуженный юрист Республики Беларусь.

## Биография
Родился 24 октября 1947 года в Минске. Окончил Белорусский государственный университет по специальности «юрист», Минскую высшую партийную школу по специальности «политолог», Российскую академию государственной службы по специальности «менеджер-экономист».
Свою трудовую деятельность начал слесарем-инструментальщиком производственного объединения игрушек «Мир». С 1971 по 1972 служил в Вооружённых силах СССР. Работал помощником прокурора города Минска, консультантом Президиума Верховного Совета Белорусской ССР, старшим референтом приемной Президиума Верховного Совета Белорусской ССР, заведующим отделом, начальником Управления писем и приема граждан Секретариата Верховного Совета Республики Беларусь.
Избирался депутатом Верховного Совета Республики Беларусь XIII созыва, был председателем Комиссии по регламенту, мандатам и депутатской этике, членом Президиума Верховного Совета, заместителем руководителя депутатской фракции «Согласие». Был избран от Тракторозаводского избирательного округа № 240 города Минска.
Являлся депутатом Палаты представителей Национального собрания Беларуси I, II и III созывов, был председателем Постоянной комиссии Палаты представителей по государственному строительству, местному самоуправлению и регламенту, заместителем председателя Постоянной комиссии Палаты представителей по международным делам и связям с СНГ, членом Совета Палаты представителей, руководителем депутатской группы «Европа — наш общий дом». Во втором созыве избирался от Тракторозаводского избирательного округа № 110, в третьем — от Партизанского избирательного округа № 110.
Являлся членом Комиссии по вопросам формирования правовой базы Таможенного союза ЕАЭС, академиком Международной академии информационных технологий, президентом общественного объединения «Белорусская федерация хоккея на траве».

## Награды
- Награждён орденом «Содружество» (Межпарламентская Ассамблея государств – участников Содружества Независимых Государств), медалями «Ветеран труда» и «90 лет Вооруженным Силам Республики Беларусь», Почетной грамотой Национального собрания Республики Беларусь, Почетной грамотой Совета Межпарламентской Ассамблеи государств – участников Содружества Независимых Государств, Почетной грамотой Межпарламентской Ассамблеи Евразийского экономического сообщества, Почетной грамотой Совета Министров Республики Беларусь[5].
- Медаль «МПА СНГ. 25 лет» (27 марта 2017 года, Межпарламентская ассамблея СНГ) — за заслуги в деле развития и укрепления парламентаризма, за вклад в развитие и совершенствование правовых основ функционирования Содружества Независимых Государств, укрепление международных связей и межпарламентского сотрудничества[6].

## Личная жизнь
Женат, имеет двух дочерей и сына.